# بطولة الأمم الرئيسية 1932
بطولة الأمم الرئيسية 1932 (بالإنجليزية: 1932 Home Nations Championship)‏ هو الموسم 45 من بطولة الأمم الرئيسية. كان عدد الأندية المشاركة فيه 4، وفاز فيه منتخب إنجلترا الوطني لاتحاد الرغبي، ومنتخب ويلز الوطني لاتحاد الرغبي، ومنتخب أيرلندا الوطني لاتحاد الرغبي.